# 2020年9月

## 9月1日
- 中華民國經濟部引用《兩岸人民關係條例》責令大陸OTT平台愛奇藝和騰訊WeTV於今天前結束運營[1]。
- 法国讽刺杂志《查理周刊》重新发表曾引发暴力示威（英语：Charlie Hebdo issue No. 1178）的穆罕默德讽刺画，回应将于近期启动的查理週刊總部槍擊案庭审[2]。
- 美50名非裔黑人店主起诉美国连锁快餐企业麦当劳，指对方安排他们到收入更低、安保花费较高的地区开店，而不是富裕、治安良好的地区，有种族歧视的嫌疑[3]。
- 津巴布韦政府宣布归还2000年至2001年间从外国人手中没收的土地。当局表示土地被没收的外籍人士大多为荷兰人、英国人和德国，他们发现可以申请索回。他们还表示，之前按照有争议的土地改革计划拿到土地的黑人农民需要将土地交回给外国人[4]。
- Facebook宣布，如果澳大利亚政府启动立法程序，要求该国科技公司向当地新闻机构付款，会考虑封锁在平台上分享地区及国际新闻的澳大利亚用户[5]。

## 9月2日
- 德國政府宣布俄羅斯反對派領袖遭到神經毒劑諾維喬克攻擊。
- 载有5867头牛的货轮海湾活畜1号（英语：Gulf Livestock 1）在奄美大岛以西东中国海沉没。货轮上有船员43人。[6]

## 9月3日
- 2020年牙買加大選進行投票。[7]

## 9月4日
- 塞尔维亚总统亞歷山大·武契奇与科索沃总理阿夫杜拉·霍蒂在美国白宫签署一项“经济正常化”协议。[8]

## 9月5日
- 香港資深藝人，外號「配音王」的譚炳文因肺癌在灣仔律敦治醫院病逝，享年86歲。[9]
- 英國運動員穆罕默德·法拉和荷蘭運動員西凡·哈桑在2020年鑽石聯賽分別打破男子、女子一小時跑的世界紀錄。

## 9月9日
- 埃塞俄比亚提格雷州在中央政府反對下舉行地方選舉，中央政府表示此次選舉無效。[10]
- 德國地方法院批准前集團執行長在舞弊事件的詐欺指控。
- 宣布因COVID-19亞洲疫情，取消所有比賽。[11]

## 9月10日
- 世界自然基金会發表《地球生命力報告2020》，指出從1970年以來地球上的野生脊椎動物數量已減少超過三分之二。[12][13]

## 9月11日
- 在美國總統唐納·川普斡旋下，巴林與以色列達成「和平協議」，成為第4個以及近一個月內第2個與以色列建交的阿拉伯國家與波斯灣國家。[14][15]
- 美國西部加利福尼亞州、華盛頓州等地出現大規模山火，造成逾50萬人撤離。
- 英國國際貿易大臣伊莉莎白·特拉斯和日本外務大臣茂木敏充在視訊會議中正式協定將簽署英日自由貿易協定[16]。

## 9月12日
- 原定於2020年8月8日開始的因2019冠状病毒病英国疫情，正式開始。[17]
- 開始。[18]
- 伊朗政府在秘密處決曾於2018年參與示威活動的摔角手納維德·阿夫卡里。
- 多米尼克·蒂姆和大坂直美分別在2020年美國網球公開賽的男子單打與女子單打項目贏得冠軍。
- 中華人民共和國導演趙婷執導的在第77屆威尼斯影展獲得金獅獎。

## 9月14日
- 菅义伟在日本自由民主党的新任总裁的选举中，以获得534票中的377票高票当选第26任自由民主党总裁。[19]

## 9月15日
- 科学家在金星大气层中侦测到磷化氢存在，一种可能的地外生命存在之迹象。

## 9月16日
- 菅义伟在本月14日当选日本自由民主党总裁后，于日本参议院和众议院胜选，出任第99任日本内阁总理大臣。[20]

## 9月17日
- 在引起了中国大陆网民的激烈讨论后，鲍毓明事件的相关情况于近日公布。[21]

## 9月18日
- 在受到COVID-19德國疫情影響下，新一季德國甲組足球聯賽於2020年9月18日開始。[22]
- 美國最高法院大法官露絲·拜德·金斯伯格逝世，終年87歲。

## 9月19日
- 前加拿大总理约翰·内皮尔·特纳逝世，享年91岁。[23][24][25]

## 9月20日
- 泰國法政大學學生與民眾在曼谷大皇宮發起示威，要求總理下臺及改革王室。
- 美國電視劇在第72屆黃金時段艾美獎獲選為戲劇類最佳影集。
- 2020年環法自由車賽於2020年9月20日完賽。
- 國際調查記者同盟披露由世界各地金融機構提交給美國財政部金融執法機關的金融犯罪執法局文件。

## 9月21日
- 凌晨，印度马哈拉施特拉邦塔那市一栋住有21户居民的三层建筑倒塌，造成至少10人死亡，11人受伤[26]。

## 9月22日
- 英國首相鮑里斯·約翰遜宣布新的防疫限制措施，以控制加速蔓延的第二波。

## 9月23日
- 在經過1個多月治療後，先前中毒的俄羅斯反對派領袖自德國柏林的夏里特醫院出院。

## 9月24日
- 前香港眾志秘書長黃之鋒因為涉嫌非法集結與違反《禁止蒙面規例》而遭到逮捕，其後獲得保釋。
- 德國擊敗西班牙，贏得2020年冠軍。

## 9月25日
- 英雄联盟2020赛季全球总决赛于中华人民共和国上海市正式举行[27]。
- 乌克兰空军一架安托諾夫An-26飛機在哈爾科夫州墜毀，造成至少25人喪生[28][29]。
- 在軍事政變之後，前馬利國防部部長巴·恩多宣誓就任過渡總統。

## 9月26日
- 美国总统唐納·川普提名第七巡回上诉法院法官艾米·康尼·巴雷特出任美國最高法院大法官，以填补大法官露絲·貝德·金斯堡去世留下的空缺。[30]
- 在真主黨等政黨阻饒下，黎巴嫩總理穆斯塔法·阿迪布宣布因為籌組新內閣失敗而辭去職務。

## 9月27日
- 亞美尼亞與阿塞拜疆軍隊再次交火，至少一架阿塞拜疆軍直升機被擊落，單在9月27日雙方共有至少23人喪生（包括平民）。[31]

## 9月28日
- 2019冠狀病毒病死亡人數正式突破100萬大關。

## 9月30日
- 拜仁慕尼黑在2020年德国超级盃以3:2擊敗，成功奪冠。[32]
- 在科威特埃米爾薩巴赫四世逝世後，王儲納瓦夫·薩巴赫在國民議會宣誓繼任。